# Małgorzata toszecka
Małgorzata (ur. 1467–1468, zm. 8 listopada 1531 r. we Wrocławiu) – księżniczka toszecka, ksieni klarysek.
Małgorzata była jedynym dzieckiem księcia Przemysława toszeckiego. W 1481 lub 1482 r. wstąpiła do klasztoru klarysek we Wrocławiu. W lutym 1508 r. została wybrana na opatkę. Funkcję tę pełniła do 3 lutego 1515 r. i ponownie od 27 sierpnia 1515 r. do śmierci. Została pochowana w kościele klasztornym.